# Броде, Макс
Макс Броде (нем. Max Brode; 25 февраля 1850, Берлин — 29 декабря 1917, Кёнигсберг) — немецкий скрипач и дирижёр.
Учился у Генриха де Аны, затем у Фердинанда Давида. В возрасте 19 лет оказался в Митаве, где некоторое время возглавлял струнный квартет, состоявший в остальном из музыкантов-любителей знатного происхождения. Затем отправился в Берлин совершенствовать своё мастерство под руководством Йозефа Иоахима, после чего успешно гастролировал по Европе, исполняя скрипичный концерт Иоахима. 9 мая 1872 г. принял участие в отчётном концерте учеников Иоахима, исполнив вместе с Георгом Хенфляйном концерт для двух скрипок И. С. Баха. В 1874—1876 гг. преподавал в музыкальной школе в Аугсбурге.
В 1876 г. Броде обосновался в Кёнигсберге, с которым была связана вся его дальнейшая карьера. Первоначально он стал концертмейстером Кёнигсбергской оперы под руководством Макса Штегемана, однако проблемы с левой рукой заставили его перейти в большей степени к дирижёрской работе. Тем не менее, и во главе струнного квартета Броде вёл в Кёнигсберге обширную многолетнюю концертную деятельность. Кроме того, уже в конце 1870-х гг. Броде составил с группой музыкантов оперы небольшой камерный оркестр. С 1891 г. руководил любительским Филармоническим оркестром, добившись с ним результатов профессионального уровня.
С 1888 г. преподавал историю и теорию музыки в Кёнигсбергском университете, руководил академическим хором. Занимался также частной педагогической работой — в частности, в 1906—1910 гг. был первым профессиональным учителем Яши Горенштейна.